# بیوگرافی چنل
بیوگرافی چنل (به انگلیسی: The Biography Channel) (به صورت خلاصه bio.) یک کانال تلویزیونی کابلی دیجیتال است که مالک آن شبکه ای اند ئی می‌باشد.

## نگارخانه